# Hoàn Nhan Tông Hàn
Hoàn Nhan Tông Hàn (chữ Hán: 完颜宗翰, 1080 – 1137), tên Nữ Chân là Niêm Một Hát (粘没喝), tên lúc nhỏ là Điểu Gia Nô, tướng lĩnh, hoàng thân, khai quốc công thần nhà Kim.
Kim sử phiên tên Nữ Chân của ông là Niêm Một Hát, Tống sử phiên là Niêm Hãn (粘罕), một số tài liệu dã sử phiên là Niêm Ca.

## Thân thế
Ông nội Hặc Giả là con trưởng của Ô Cổ Nãi (Kim Cảnh Tổ), sống cùng nhà với em trai Hặc Lý Bát (Kim Thế Tổ). Hặc Giả lo việc trong, Hặc Lý Bát lo việc ngoài. Sau đó, Hặc Lý Bát kế vị làm Liên minh trưởng của các bộ tộc Nữ Chân. Khi Doanh Ca (Kim Mục Tông) kế vị làm Liên minh trưởng, niệm tình Hặc Giả là con trưởng mà không được lập, bèn mệnh cho con trưởng của Hặc Giả là Tát Cải làm Quốc tướng. Sau khi A Cốt Đả xưng đế, nhiệm mệnh cho Tát Cải làm Quốc Luận Bột Cực Liệt.
Tông Hàn là con trưởng của Tát Cải, từ năm 17 tuổi, ông đã theo quân đội liên minh ra trận. Khi A Cốt Đả khởi binh phản Liêu, các kiến nghị của ông rất hợp ý ông ta, nên rất được tín nhiệm. Quân đội Nữ Chân đại phá quân Liêu, Tông Hàn ủng hộ A Cốt Đả xưng đế, tức Kim Thái Tổ. Từ đây, ông luôn ở bên cạnh Kim Thái Tổ, trở thành danh tướng nhà Kim trong chiến tranh Kim - Liêu. Đồng thời, ông còn trợ giúp công việc của Ất Thất Bột Cực Liệt A Lý Hợp Muộn.

## Sự nghiệp

### Quân sự

#### Diệt Liêu
Tháng 6 năm Thiên Phụ thứ 5 (1121), Kim Thái Tổ nhiệm mệnh cho ông làm Di Lãi Bột Cực Liệt. Từ những năm Thiên Phụ thứ 2, 3, Kim – Liêu tiến hành nghị hòa, nhưng thất bại. Tông Hàn đã 2 lần đề xuất phạt Liêu với Kim Thái Tổ: "Liêu chủ thất đức, trong ngoài ly tán; triều ta khởi binh, nghiệp lớn sẽ thành; mà căn bản nếu không làm, sau này ắt sẽ là hậu hoạn. Nay thừa cơ bọn họ gây hấn, đánh có thể lấy được. Lòng người ý trời, không nên bỏ lỡ."
Kim Thái Tổ tiếp nhận kiến nghị của ông, tháng 12, mệnh cho Hoàn Nhan Cảo làm Đô thống nội ngoại chư quân, Bồ Gia Nô, Tông Hàn, Tông Cán làm phó, phát động chiến tranh phạt Liêu lần thứ 2.
Năm Thiên Phụ thứ 6 (1122), sau khi đánh hạ Trung Kinh  của nhà Liêu, Tông Hàn soái quân áp sát Bắc An Châu , cùng Hoàn Nhan Lâu Thất, Đồ Đan Xước Lý đánh bại Hề vương Tiêu Hà Mạt, chiếm được Bắc An Châu, rồi đóng quân ở đó. Sau đó, ông sai Hoàn Nhan Hy Doãn ra quân kinh lược vùng lân cận, bắt được Hộ vệ Da Luật Tập Nê Liệt của Liêu, biết được Liêu Thiên Tộ đế ở Uyên Ương lạc, vì giết chết con trai Tấn vương Ngao Lỗ Oát, khiến lòng người ly tán; mà 2 cánh quân Tây Bắc, Tây Nam của họ yếu ớt, không thể dùng.
Tông Hàn lập tức sai sứ về xin Hoàn Nhan Cảo cùng tiến đánh Thiên Tộ đế. Quân Kim tây tiến, đại phá quân Liêu, Thiên Tộ đế bỏ trốn, quân Kim hạ được Tây Kinh  của Liêu. Tông Hàn phủ dụ, an định một dải châu huyện của Tây Kinh, sau đó đi theo Kim Thái Tổ đánh Yên Kinh. Khi Kim Thái Tổ quay về phương bắc rồi băng, đã mệnh cho Tông Hàn làm Tây Bắc, Tây Nam lưỡng lộ đô thống, lĩnh binh truy kích Thiên Tộ đế.
Tháng 2 năm Thiên Hội thứ 2 (1125) thời Kim Thái Tông, tướng Kim Hoàn Nhan Lâu Thất bắt được Thiên Tộ đế, nhà Liêu diệt vong.

#### Diệt Bắc Tống
Sau khi diệt Liêu, thấy nhà Tống suy yếu, Tông Hàn cùng bọn Tông Vọng một lần nữa thỉnh cầu Kim Thái Tông xuất binh đánh Tống. Tháng 10, Kim Thái Tông hạ chiếu phạt Tống, lấy Am Ban Bột Cực Liệt Hoàn Nhan Cảo làm Đô nguyên soái, thống lĩnh quân Kim; lấy Hoàn Nhan Tông Hàn làm Tả phó nguyên soái, cùng Hoàn Nhan Hy Doãn, Da Luật Dư Đổ soái quân từ Tây Kinh đánh Thái Nguyên; lấy Hoàn Nhan Tông Vọng làm Hữu phó nguyên soái, cùng Đồ Mẫu, Lưu Ngạn Tông từ Nam Kinh (tức Bình Châu) đánh Yên Kinh, tiến sát Đông Kinh .
Tông Hàn soái quân nam hạ, liên tiếp hạ được Sóc Châu, Đại Châu của nhà Tống, vây phủ Thái Nguyên vài ngày mà chưa hạ được, bèn lưu Ngân Thuật Khả soái một bộ phận quân Kim ở lại vây thành, còn mình tiếp tục nam hạ. Năm Thiên Hội thứ 4 (1127), quân Kim đến Trạch Châu , nhà Tống phái sứ giả đến doanh, vừa hay đại quân của Tông Vọng đến Biện Kinh. Nhà Tống cắt Thái Nguyên, Trung Sơn, Hà Gian 3 trấn để nghị hòa, Tông Hàn bèn đưa quân về bắc. Nhân quân tống ở Thái Nguyên không hàng, nên lưu Ngân Thuật Khả ở lại tiếp tục vây đánh.
Tháng 8, Kim Thái Tông lần thứ hai phát binh đánh Tống, lấy Tông Hàn làm Tả phó nguyên soái, lấy Tông Vọng làm Hữu phó nguyên soái, chia nhau từ Tây Kinh và Bảo Châu nam hạ, trước sau hạ được Thái Nguyên, Long Đức, Trạch Châu, Chân Định, Lâm Hà, Đại Danh.
Tháng 12, hai cánh quân Kim đến dưới thành Biện Kinh, Tống Khâm Tông đầu hàng. Tháng 4 năm sau, quân Kim bắt Huy Tông, Khâm Tông cùng tông thất, tài vật của nhà Tống đưa về phương bắc. Bắc Tống diệt vong.
Sau sự kiện Tĩnh Khang, Tông Hàn phế hai vua Tống làm thứ dân. Lý Nhược Thủy liều chết can ngăn, Tông Hàn cắt đầu lưỡi của ông ta. Lý bèn trợn mắt mà nhìn, lấy tay mà trỏ, lại bị móc mắt chặt tay, bất khuất mà chết, đến chết không dứt tiếng.
Tháng giêng năm Thiên Hội thứ 6 (1128), sứ giả Nam Tống Vương Luân đến Vân Trung, Tông Hàn đem 1 người đàn bà và 1 người con gái trong tông thất nhà Tống tặng cho ông ta; lại đem 1 người con gái tông thất tặng cho sứ giả đi theo là Chu Tích. Vì Chu Tích không nhận, nên bị xử tử.

#### Xâm lược Nam Tống
Tháng 7 năm Thiên Hội thứ 6 (1129), Kim Thái Tông hạ chiếu cho quân Kim nam hạ đuổi theo Tống Cao Tông, Tông Hàn cùng Tông Vọng chia 2 đường đông - tây nam hạ, gặp nhau ở Bộc Châu, liên tiếp chiếm được Đông Bình, Từ Châu, đến thẳng hành tại Dương Châu của Cao Tông.
Tống Cao Tông nghe tin, đã sớm vượt sông trốn sang Giang Nam. Tông Hàn, Tông Vọng ngồi giữ Giang Bắc, sai Tông Bật vượt sông đuổi theo. Quân Kim tuy không bắt được Cao Tông, nhưng ở Giang Nam đốt nhà cướp bóc khắp nơi, tháng 2 năm Thiên Hội thứ 8 (1130), mang theo một lượng lớn tài vật về Trung Nguyên.
Tháng 10, Tông Hàn thăng nhiệm làm Quốc Luận Bột Cực Liệt, kiêm Đô Nguyên Soái, trở thành tướng lĩnh, đại thần số một của nhà Kim.

### Chính trị

#### Đắc thế
Từ năm Thiên Hội thứ 2 (1124), nhà Kim đặt ra 'Nguyên soái phủ' để tiến hành việc đánh Tống. Sau khi Bắc Tống diệt vong, Nguyên soái phủ không chỉ đơn thuần là cơ cấu quân sự mà còn nắm tất cả các quyền về chính trị, xã hội trên những vùng đất vừa chiếm được (các châu Yên Vân, Trung Nguyên và Thiểm Tây của Bắc Tống). Nguyên soái phủ đặt ra hai Xu mật viện: Tông Hàn làm Tả phó nguyên soái, nắm Vân Trung Xu mật viện, đóng quân ở Tây Kinh; Tông Vọng làm Hữu phó nguyên soái, nắm Yên Kinh Xu mật viện, đóng quân ở Yên Kinh. Người thời ấy gọi là Đông triều đình, Tây triều đình.
Năm Thiên Hội thứ 6 (1128), Tông Vọng mất, Yên Kinh Xu mật viện sáp nhập với Vân Trung Xu mật viện, quyền lực nằm cả trong tay Tông Hàn. Trong năm này, Thát Lại có ý muốn lập hàng thần nhà Tống là Tế Nam tri phủ Lưu Dự làm hoàng đế bù nhìn, tâm phúc Cao Khánh Duệ của Tông Hàn khuyên ông đi trước một bước, tâu lên Kim Thái Tông, tránh để công lao quy về kẻ khác. Tông Hàn nghe theo, tháng 9 năm Thiên Hội thứ 8 (1130), Lưu Dự được lập, quốc hiệu là Tề. Dự tuy là hoàng đế của vùng đất cũ thuộc về Bắc Tống, nhưng đại quyền vẫn nằm trong tay Tông Hàn.
Năm Thiên Hội thứ 10 (1132), Kim Thái Tông trúng phong, không dậy nổi. Am Ban Bột Cực Liệt (tức Hoàng trữ) Tà Dã (tức Hoàn Nhan Cảo) đã mất được 2 năm, Thái Tông để trống vị trí này, có ý muốn lập con trưởng của mình là Tông Bàn; còn Tông Hàn muốn lập Hợp Lạt, đích tôn của Kim Thái Tổ, vì ông ta ít tuổi, dễ khống chế. Ông bèn cùng tâm phúc Hoàn Nhan Hy Doãn và Hoàn Nhan Tông Cán (cha nuôi của Hợp Lạt) bàn bạc, rồi cùng nhau tâu lên Thái Tông, nói đi nói lại. Thái Tông thấy việc này phù hợp với pháp độ của tổ tông, lại được các đại thần ủng hộ, đành nghe theo, lập Hợp Lạt làm Am Ban Bột Cực Liệt, sau này là Kim Hy Tông. Sau việc này, quyền lực của Tông Hàn tiến thêm một bước, bắt đầu nảy sinh mâu thuẫn với triều đình.

#### Thất thế
Khi còn sống, Thái Tông đã tìm cách hạn chế quyền lực của Nguyên soái phủ. Tháng 8 năm Thiên Hội thứ 11 (1133), Thái Tông hạ chiếu đoạt quyền nhiệm mệnh quan lại của Nguyên soái phủ, đổi do triều đình tuyển chọn.
Tháng giêng năm Thiên Hội thứ 13 (1135), Kim Hy Tông lên ngôi, dựa vào sự giúp đỡ của bọn Tông Cán, phế trừ chế độ Bột Cực Liệt, đổi sang Tam tỉnh chế, miễn chức Quốc Luận Bột Cực Liệt và Đô Nguyên Soái của Tông Hàn, nhiệm mệnh cho ông làm Thái bảo, Thượng thư lệnh, lĩnh Tam tỉnh sự, tấn phong Tấn quốc vương, chức vị ở dưới Tông Bàn, Tông Cán. Miễn chức Nguyên soái hữu giám quân của Hoàn Nhan Hy Doãn, nhiệm mệnh làm Thượng thư tả thừa, kiêm Thị trung. Miễn chức Tây kinh lưu thủ của Cao Khánh Duệ, nhiệm mệnh làm Thượng thư tả thừa. Miễn chức Bình Dương doãn của Tiêu Khánh, nhiệm mệnh làm Thượng thư hữu thừa. Ngay cả Hàn Xí Tiên rất được Thái Tông coi trọng cũng bị triệu về kinh. Đến đây, Tông Hàn và toàn bộ tâm phúc của ông ta đã bị tước hết binh quyền, cũng như sự khống chế của họ đối với khu vực Hoa Bắc.
Hai năm sau, Hy Tông mượn tội tham ô chém Cao Khánh Duệ, liên lụy đến rất nhiều thân tín của Tông Hàn. Ông tính khí nóng nảy, thấy bộ hạ của mình bị giết mà không làm gì được, phẫn muộn mà chết.
Sau khi ông mất, bọn Hy Doãn, trừ Hàn Xí Tiên, nối nhau bị bãi quan, rồi bị sát hại.

## Hậu nhân
Sau khi Tông Hàn mất, các con Chân Châu, Cát Hàn Nô bàn nhau đổi sang họ Niêm (粘) để tránh bị nghi kỵ. Nhưng con cháu của ông vẫn bị Hải Lăng vương giết sạch.
Ngày nay, Tông Hàn được những người họ Niêm ở Phúc Kiến và Đài Loan tôn làm thủy tổ.

## Đánh giá
Hoàn Nhan Tông Hàn luôn được các đời quân chủ của nhà Kim xem là khai quốc đệ nhất công thần. Ông được Hy Tông truy phong làm Tống quốc vương, Hải Lăng vương truy phong làm Kim Nguyên quận vương, Thế Tông đổi làm Tần vương, đặt thụy là Hoàn Trung, cho cải táng Tát Cải, Tông Hàn ở cách Đế lăng 20 dặm về hướng tây nam.
Kim sử đánh giá ông có "tướng mạo hùng kiệt, giỏi múa kiếm trên ngựa", "trong giỏi việc nước, ngoài giỏi việc binh, quyết sách chế thắng, có phong độ của danh tướng thời xưa".